# Wereldkampioenschappen atletiek 2023
De 19e wereldkampioenschappen atletiek van 2023 werden van zaterdag 19 augustus tot en met zondag 27 augustus 2023 gehouden in Boedapest, Hongarije. De stad wilde eerder al de wereldkampioenschappen van 2007 houden, maar trok zich terug, waarna deze in Osaka werden gehouden.

## Programma
| Q | Kwalificaties | H | Heats | ½ | Halve finales | F | Finale |

| Datum →             | Za 19 | Za 19 | Zo 20 | Zo 20 | Zo 20 | Ma 21 | Ma 21 | Ma 21 | Di 22 | Di 22 | Wo 23 | Wo 23 | Do 24 | Do 24 | Vr 25 | Vr 25 | Za 26 | Za 26 | Zo 27 | Zo 27 |
| ------------------- | ----- | ----- | ----- | ----- | ----- | ----- | ----- | ----- | ----- | ----- | ----- | ----- | ----- | ----- | ----- | ----- | ----- | ----- | ----- | ----- |
| Onderdeel ↓         | O     | M     | O     | M     | M     | O     | M     | M     | O     | M     | O     | M     | O     | M     | O     | M     | O     | M     | O     | M     |
| 100 m               | Q     | H     |       | ½     | F     |       |       |       |       |       |       |       |       |       |       |       |       |       |       |       |
| 200 m               |       |       |       |       |       |       |       |       |       |       | H     |       |       | ½     |       | F     |       |       |       |       |
| 400 m               |       |       | H     |       |       |       |       |       |       | ½     |       |       |       | F     |       |       |       |       |       |       |
| 800 m               |       |       |       |       |       |       |       |       |       | H     |       |       |       | ½     |       |       |       | F     |       |       |
| 1500 m              |       | H     |       | ½     |       |       |       |       |       |       |       | F     |       |       |       |       |       |       |       |       |
| 5000 m              |       |       |       |       |       |       |       |       |       |       |       |       |       | H     |       |       |       |       |       | F     |
| 10.000 m            |       |       |       | F     |       |       |       |       |       |       |       |       |       |       |       |       |       |       |       |       |
| Marathon            |       |       |       |       |       |       |       |       |       |       |       |       |       |       |       |       |       |       | F     |       |
| 110 m horden        |       |       | H     |       |       |       | ½     | F     |       |       |       |       |       |       |       |       |       |       |       |       |
| 400 m horden        |       |       | H     |       |       |       | ½     |       |       |       |       | F     |       |       |       |       |       |       |       |       |
| 3000 m steeple      | H     |       |       |       |       |       |       |       |       | F     |       |       |       |       |       |       |       |       |       |       |
| 4 × 100 m           |       |       |       |       |       |       |       |       |       |       |       |       |       |       |       | H     |       | F     |       |       |
| 4 × 400 m           |       |       |       |       |       |       |       |       |       |       |       |       |       |       |       |       |       | H     |       | F     |
| 4 × 400 m gemengd   | H     | F     |       |       |       |       |       |       |       |       |       |       |       |       |       |       |       |       |       |       |
| 20 km snelwandelen  | F     |       |       |       |       |       |       |       |       |       |       |       |       |       |       |       |       |       |       |       |
| 35 km snelwandelen  |       |       |       |       |       |       |       |       |       |       |       |       | F     |       |       |       |       |       |       |       |
| Verspringen         |       |       |       |       |       |       |       |       |       |       | Q     |       |       | F     |       |       |       |       |       |       |
| Hink-stap-springen  |       | Q     |       |       |       |       | F     |       |       |       |       |       |       |       |       |       |       |       |       |       |
| Hoogspringen        |       |       | Q     |       |       |       |       |       |       | F     |       |       |       |       |       |       |       |       |       |       |
| Polstokhoogspringen |       |       |       |       |       |       |       |       |       |       | Q     |       |       |       |       |       |       | F     |       |       |
| Kogelstoten         | Q     | F     |       |       |       |       |       |       |       |       |       |       |       |       |       |       |       |       |       |       |
| Discuswerpen        |       | Q     |       |       |       |       | F     |       |       |       |       |       |       |       |       |       |       |       |       |       |
| Kogelslingeren      | Q     |       |       | F     |       |       |       |       |       |       |       |       |       |       |       |       |       |       |       |       |
| Speerwerpen         |       |       |       |       |       |       |       |       |       |       |       |       |       |       | Q     |       |       |       |       | F     |
| Tienkamp            |       |       |       |       |       |       |       |       |       |       |       |       |       |       | F     | F     | F     | F     |       |       |

| Datum →             | Za 19 | Za 19 | Zo 20 | Zo 20 | Ma 21 | Ma 21 | Ma 21 | Di 22 | Di 22 | Wo 23 | Wo 23 | Do 24 | Do 24 | Vr 25 | Vr 25 | Za 26 | Za 26 | Zo 27 | Zo 27 |
| ------------------- | ----- | ----- | ----- | ----- | ----- | ----- | ----- | ----- | ----- | ----- | ----- | ----- | ----- | ----- | ----- | ----- | ----- | ----- | ----- |
| Onderdeel ↓         | O     | M     | O     | M     | O     | M     | M     | O     | M     | O     | M     | O     | M     | O     | M     | O     | M     | O     | M     |
| 100 m               |       |       | H     |       |       | ½     | F     |       |       |       |       |       |       |       |       |       |       |       |       |
| 200 m               |       |       |       |       |       |       |       |       |       | H     |       |       | ½     |       | F     |       |       |       |       |
| 400 m               |       |       | H     |       |       | ½     |       |       |       |       | F     |       |       |       |       |       |       |       |       |
| 800 m               |       |       |       |       |       |       |       |       |       | H     |       |       |       |       | ½     |       |       |       | F     |
| 1500 m              | H     |       |       | ½     |       |       |       |       | F     |       |       |       |       |       |       |       |       |       |       |
| 5000 m              |       |       |       |       |       |       |       |       |       | H     |       |       |       |       |       |       | F     |       |       |
| 10.000 m            |       | F     |       |       |       |       |       |       |       |       |       |       |       |       |       |       |       |       |       |
| Marathon            |       |       |       |       |       |       |       |       |       |       |       |       |       |       |       | F     |       |       |       |
| 100 m horden        |       |       |       |       |       |       |       |       | H     |       | ½     |       | F     |       |       |       |       |       |       |
| 400 m horden        |       |       |       |       |       | H     |       |       | ½     |       |       |       | F     |       |       |       |       |       |       |
| 3000 m steeple      |       |       |       |       |       |       |       |       |       |       | H     |       |       |       |       |       |       |       | F     |
| 4 × 100 m           |       |       |       |       |       |       |       |       |       |       |       |       |       |       | H     |       | F     |       |       |
| 4 × 400 m           |       |       |       |       |       |       |       |       |       |       |       |       |       |       |       |       | H     |       | F     |
| 4 × 400 m gemengd   | H     | F     |       |       |       |       |       |       |       |       |       |       |       |       |       |       |       |       |       |
| 20 km snelwandelen  |       |       | F     |       |       |       |       |       |       |       |       |       |       |       |       |       |       |       |       |
| 35 km snelwandelen  |       |       |       |       |       |       |       |       |       |       |       | F     |       |       |       |       |       |       |       |
| Verspringen         | Q     |       |       | F     |       |       |       |       |       |       |       |       |       |       |       |       |       |       |       |
| Hink-stap-springen  |       |       |       |       |       |       |       |       |       |       | Q     |       |       |       | F     |       |       |       |       |
| Hoogspringen        |       |       |       |       |       |       |       |       |       |       |       |       |       | Q     |       |       |       |       | F     |
| Polstokhoogspringen |       |       |       |       |       | Q     |       |       |       |       | F     |       |       |       |       |       |       |       |       |
| Kogelstoten         |       |       |       |       |       |       |       |       |       |       |       |       |       |       |       | Q     | F     |       |       |
| Discuswerpen        |       |       | Q     |       |       |       |       |       | F     |       |       |       |       |       |       |       |       |       |       |
| Kogelslingeren      |       |       |       |       |       |       |       |       |       |       | Q     |       | F     |       |       |       |       |       |       |
| Speerwerpen         |       |       |       |       |       |       |       |       |       | Q     |       |       |       |       | F     |       |       |       |       |
| Zevenkamp           | F     | F     | F     | F     |       |       |       |       |       |       |       |       |       |       |       |       |       |       |       |

### Rooster
| Tijd (lokaal)              | M/V            | Onderdelen            | Fase           |
| Tijd                       | Baanonderdelen | Baanonderdelen        | Baanonderdelen |
| 8:50                       | M              | 20 km snelwandelen    | Finale         |
| 10:35                      | V              | 100 m horden          | Zevenkamp      |
| 11:05                      | M+V            | 4x400 m estafette     | Series         |
| 11:35                      | M              | 3000 m steeple        | Series         |
| 12:35                      | M              | 100 m                 | Series         |
| 13:15                      | V              | 1500 m                | Series         |
| 19:02                      | M              | 1500 m                | Series         |
| 19:43                      | M              | 100 m                 | Series         |
| 20:30                      | V              | 200 m                 | Zevenkamp      |
| 20:55                      | V              | 10.000 m              | Finale         |
| 21:47                      | M+V            | 4x400 m estafette     | Finale         |
| Tijd                       | Veldonderdelen | Veldonderdelen        | Veldonderdelen |
| 10:30                      | M              | Kogelstoten           | Series         |
| 11:45                      | V              | Hoogspringen          | Zevenkamp      |
| 12:00                      | M              | Kogelslingeren        | Series (A)     |
| 12:25                      | V              | Verspringen           | Series         |
| 13:40                      | M              | Kogelslingeren        | Series (B)     |
| 19:05                      | V              | Kogelstoten           | Zevenkamp      |
| 19:10                      | M              | Discuswerpen          | Series (A)     |
| 19:35                      | M              | Hink-stap-springen    | Series         |
| 20:35                      | M              | Kogelstoten           | Finale         |
| 20:40                      | M              | Discuswerpen          | Series (B)     |
| Zondag 20 augustus 2023    |                |                       |                |
| Tijd                       | Baanonderdelen | Baanonderdelen        | Baanonderdelen |
| 7:15                       | V              | 20 km snelwandelen    | Finale         |
| 9:35                       | V              | 400 m                 | Series         |
| 10:25                      | M              | 400 m                 | Series         |
| 11:25                      | M              | 400 m horden          | Series         |
| 12:10                      | V              | 100 m                 | Series         |
| 13:05                      | M              | 110 m horden          | Series         |
| 16:35                      | M              | 100 m                 | Halve finale   |
| 17:05                      | V              | 1500 m                | Halve finale   |
| 17:35                      | M              | 1500 m                | Halve finale   |
| 18:00                      | V              | 800 m                 | Zevenkamp      |
| 18:25                      | M              | 10.000 m              | Finale         |
| 19:10                      | M              | 100 m                 | Finale         |
| Tijd                       | Veldonderdelen | Veldonderdelen        | Veldonderdelen |
| 9:00                       | V              | Discuswerpen          | Series (A)     |
| 9:50                       | V              | Verspringen           | Zevenkamp      |
| 10:30                      | V              | Discuswerpen          | Series (B)     |
| 10:35                      | M              | Hoogspringen          | Series         |
| 12:00                      | V              | Speerwerpen           | Zevenkamp (A)  |
| 13:05                      | V              | Speerwerpen           | Zevenkamp (B)  |
| 16:55                      | V              | Verspringen           | Finale         |
| 17:50                      | M              | Kogelslingeren        | Finale         |
| Maandag 21 augustus 2023   |                |                       |                |
| Tijd                       | Baanonderdelen | Baanonderdelen        | Baanonderdelen |
| 18:50                      | V              | 400 m horden          | Series         |
| 19:35                      | M              | 400 m horden          | Halve finale   |
| 20:05                      | M              | 110 m horden          | Halve finale   |
| 20:35                      | V              | 100 m                 | Halve finale   |
| 21:10                      | V              | 400 m                 | Halve finale   |
| 21:40                      | M              | 110 m horden          | Finale         |
| 21:50                      | V              | 100 m                 | Finale         |
| Tijd                       | Veldonderdelen | Veldonderdelen        | Veldonderdelen |
| 18:40                      | V              | Polsstokhoogspringen  | Series         |
| 19:40                      | M              | Hink-stap-springen    | Finale         |
| 20:30                      | M              | Discuswerpen          | Finale         |
| Dinsdag 22 augustus 2023   |                |                       |                |
| Tijd                       | Baanonderdelen | Baanonderdelen        | Baanonderdelen |
| 18:40                      | V              | 100 m horden          | Series         |
| 19:20                      | M              | 800 m                 | Series         |
| 20:25                      | V              | 400 m horden          | Halve finale   |
| 21:00                      | M              | 400 m                 | Halve finale   |
| 21:30                      | V              | 1500 m                | Finale         |
| 21:42                      | M              | 3000 m steeple        | Finale         |
| Tijd                       | Veldonderdelen | Veldonderdelen        | Veldonderdelen |
| 19:55                      | M              | Hoogspringen          | Finale         |
| 20:20                      | V              | Discuswerpen          | Finale         |
| Woensdag 23 augustus 2023  |                |                       |                |
| Tijd                       | Baanonderdelen | Baanonderdelen        | Baanonderdelen |
| 10:05                      | V              | 800 m                 | Series         |
| 11:10                      | V              | 5000 m                | Series         |
| 12:05                      | V              | 200 m                 | Series         |
| 12:50                      | M              | 200 m                 | Series         |
| 19:45                      | V              | 3000 m steeple        | Series         |
| 20:40                      | V              | 100 m horden          | Halve finale   |
| 21:15                      | M              | 1500 m                | Finale         |
| 21:35                      | V              | 400 m                 | Finale         |
| 21:50                      | M              | 400 m horden          | Finale         |
| Tijd                       | Veldonderdelen | Veldonderdelen        | Veldonderdelen |
| 10:15                      | M              | Polsstokhoogspringen  | Series         |
| 10:20                      | V              | Speerwerpen           | Series (A)     |
| 11:15                      | M              | Verspringen           | Series         |
| 11:55                      | V              | Speerwerpen           | Series (B)     |
| 19:00                      | V              | Kogelslingeren        | Series (A)     |
| 19:10                      | V              | Hink-stap-springen    | Series         |
| 19:30                      | V              | Polsstokhoogspringen  | Finale         |
| 20:35                      | V              | Kogelslingeren        | Series (B)     |
| Donderdag 24 augustus 2023 |                |                       |                |
| Tijd                       | Baanonderdelen | Baanonderdelen        | Baanonderdelen |
| 7:00                       | M              | 35.000 m snelwandelen | Finale         |
| 7:00                       | V              | 35.000 m snelwandelen | Finale         |
| 19:00                      | M              | 5000 m                | Series         |
| 19:45                      | V              | 200 m                 | Halve finale   |
| 20:20                      | M              | 200 m                 | Halve finale   |
| 20:50                      | M              | 800 m                 | Halve finale   |
| 21:25                      | V              | 100 m horden          | Finale         |
| 21:35                      | M              | 400 m                 | Finale         |
| 21:50                      | V              | 400 m horden          | Finale         |
| Tijd                       | Veldonderdelen | Veldonderdelen        | Veldonderdelen |
| 19:30                      | M              | Verspringen           | Finale         |
| 20:15                      | V              | Kogelslingeren        | Finale         |
| Vrijdag 25 augustus 2023   |                |                       |                |
| Tijd                       | Baanonderdelen | Baanonderdelen        | Baanonderdelen |
| 10:05                      | M              | 100 m                 | Tienkamp       |
| 19:30                      | M              | 4x100 m estafette     | Series         |
| 20:00                      | V              | 4x100 m estafette     | Series         |
| 20:25                      | V              | 800 m                 | Halve finale   |
| 21:05                      | M              | 400 m                 | Tienkamp       |
| 21:40                      | V              | 200 m                 | Finale         |
| 21:50                      | M              | 200 m                 | Finale         |
| Tijd                       | Veldonderdelen | Veldonderdelen        | Veldonderdelen |
| 10:10                      | M              | Speerwerpen           | Series (A)     |
| 10:20                      | V              | Hoogspringen          | Series         |
| 10:55                      | M              | Verspringen           | Tienkamp       |
| 11:45                      | M              | Speerwerpen           | Series (B)     |
| 12:20                      | M              | Kogelstoten           | Tienkamp       |
| 18:30                      | M              | Hoogspringen          | Tienkamp       |
| 19:35                      | V              | Hink-stap-springen    | Finale         |
| 20:20                      | V              | Speerwerpen           | Finale         |
| Zaterdag 26 augustus 2023  |                |                       |                |
| Tijd                       | Baanonderdelen | Baanonderdelen        | Baanonderdelen |
| 7:00                       | V              | Marathon              | Finale         |
| 10:05                      | M              | 110 m horden          | Tienkamp       |
| 19:30                      | M              | 4x400 m estafette     | Series         |
| 19:55                      | V              | 4x400 m estafette     | Series         |
| 20:30                      | M              | 800 m                 | Finale         |
| 20:50                      | V              | 5000 m                | Finale         |
| 21:25                      | M              | 1500 m                | Tienkamp       |
| 21:40                      | M              | 4x100 m estafette     | Finale         |
| 21:50                      | V              | 4x100 m estafette     | Finale         |
| Tijd                       | Veldonderdelen | Veldonderdelen        | Veldonderdelen |
| 10:25                      | V              | Kogelstoten           | Series         |
| 11:00                      | M              | Discuswerpen          | Tienkamp (A)   |
| 12:05                      | M              | Discuswerpen          | Tienkamp (B)   |
| 14:00                      | M              | Polsstokhoogspringen  | Tienkamp       |
| 19:05                      | M              | Speerwerpen           | Tienkamp (A)   |
| 19:25                      | M              | Polsstokhoogspringen  | Finale         |
| 20:10                      | M              | Speerwerpen           | Tienkamp (B)   |
| 20:15                      | V              | Kogelstoten           | Finale         |
| Zondag 27 augustus 2023    |                |                       |                |
| Tijd                       | Baanonderdelen | Baanonderdelen        | Baanonderdelen |
| 7:00                       | M              | Marathon              | Finale         |
| 20:10                      | M              | 5000 m                | Finale         |
| 20:45                      | V              | 800 m                 | Finale         |
| 21:10                      | V              | 3000 m steeple        | Finale         |
| 21:37                      | M              | 4x400 m estafette     | Finale         |
| 21:47                      | V              | 4x400 m estafette     | Finale         |
| Tijd                       | Veldonderdelen | Veldonderdelen        | Veldonderdelen |
| 20:05                      | V              | Hoogspringen          | Finale         |
| 20:20                      | M              | Speerwerpen           | Finale         |
| Bron: World Athletics      |                |                       |                |

## Resultaten

### 100 m
Uittredend wereldkampioen was de Amerikaan Fred Kerley.
| Mannen | Mannen                 | Mannen | Mannen  |
| #      | Atleet                 | Land   | Tijd    |
| ------ | ---------------------- | ------ | ------- |
| Goud   | Noah Lyles             | USA    | WL 9,83 |
| Zilver | Letsile Tebogo         | BOT    | NR 9,88 |
| Brons  | Zharnel Hughes         | GBR    | 9,88    |
| 4      | Oblique Seville        | JAM    | 9,88    |
| 5      | Christian Coleman      | USA    | 9,92    |
| 6      | Abdul Hakim Sani Brown | JPN    | 10,04   |
| 7      | Ferdinand Omanyala     | KEN    | 10,07   |
| 8      | Ryiem Forde            | JAM    | 10,08   |

Uittredend wereldkampioene was de Jamaicaanse Shelly-Ann Fraser-Pryce.
| Vrouwen | Vrouwen                 | Vrouwen | Vrouwen  |
| #       | Atlete                  | Land    | Tijd     |
| ------- | ----------------------- | ------- | -------- |
| Goud    | Sha'Carri Richardson    | USA     | CR 10,65 |
| Zilver  | Shericka Jackson        | JAM     | 10,72    |
| Brons   | Shelly-Ann Fraser-Pryce | JAM     | SB 10,77 |
| 4       | Marie-Josée Ta Lou      | CIV     | 10,81    |
| 5       | Julien Alfred           | LCA     | 10,93    |
| 6       | Ewa Swoboda             | POL     | PB 10,97 |
| 7       | Brittany Brown          | USA     | 10,97    |
| 8       | Dina Asher-Smith        | GBR     | 11,00    |

### 200 m
Regerend wereldkampioen was de Amerikaan Noah Lyles.
Hij prolongeerde zijn titel.
| Mannen | Mannen           | Mannen | Mannen |
| #      | Atleet           | Land   | Tijd   |
| ------ | ---------------- | ------ | ------ |
| Goud   | Noah Lyles       | USA    | 19,52  |
| Zilver | Erriyon Knighton | USA    | 19,75  |
| Brons  | Letsile Tebogo   | BOT    | 19,81  |
| 4      | Zharnel Hughes   | GBR    | 20,02  |
| 5      | Kenneth Bednarek | USA    | 20,07  |
| 6      | Andre De Grasse  | CAN    | 20,14  |
| 7      | Alexander Ogando | DOM    | 20,23  |
| 8      | Andrew Hudson    | JAM    | 20,40  |

Regerend wereldkampioene was de Jamaicaanse Shericka Jackson.
Zij prolongeerde haar titel.
| Vrouwen | Vrouwen              | Vrouwen | Vrouwen  |
| #       | Atlete               | Land    | Tijd     |
| ------- | -------------------- | ------- | -------- |
| Goud    | Shericka Jackson     | JAM     | CR 21,41 |
| Zilver  | Gabrielle Thomas     | USA     | 21,81    |
| Brons   | Sha'Carri Richardson | USA     | PB 21,92 |
| 4       | Julien Alfred        | LCA     | 22,05    |
| 5       | Daryll Neita         | GBR     | PB 22,16 |
| 6       | Anthonique Strachan  | BAH     | 22,29    |
| 7       | Dina Asher-Smith     | GBR     | 22,34    |
| 8       | Marie-Josée Ta Lou   | CIV     | 22,64    |

### 400 m
Uittredend wereldkampioen was de Amerikaan Michael Norman.
| Mannen | Mannen                    | Mannen | Mannen   |
| #      | Atleet                    | Land   | Tijd     |
| ------ | ------------------------- | ------ | -------- |
| Goud   | Antonio Watson            | JAM    | 44,22    |
| Zilver | Matthew Hudson-Smith      | GBR    | 44,31    |
| Brons  | Quincy Hall               | USA    | PB 44,37 |
| 4      | Vernon Norwood            | USA    | 44,39    |
| 5      | Sean Bailey               | JAM    | 44,96    |
| 6      | Håvard Bentdal Ingvaldsen | NOR    | 45,08    |
| 7      | Wayde van Niekerk         | RSA    | 45,11    |
| -      | Kirani James              | GRN    | DQ       |

Uittredend wereldkampioene was de Bahamaanse Shaunae Miller-Uibo.
| Vrouwen | Vrouwen           | Vrouwen | Vrouwen  |
| #       | Atlete            | Land    | Tijd     |
| ------- | ----------------- | ------- | -------- |
| Goud    | Marileidy Paulino | DOM     | NR 48,76 |
| Zilver  | Natalia Kaczmarek | POL     | 49,57    |
| Brons   | Sada Williams     | BAR     | 49,60    |
| 4       | Rhasidat Adeleke  | IRL     | 50,13    |
| 5       | Cynthia Bolingo   | BEL     | 50,33    |
| 6       | Lieke Klaver      | NED     | 50,33    |
| 7       | Candice McLeod    | JAM     | 51,08    |
| 8       | Talitha Diggs     | USA     | 51,25    |

### 800 m
Uittredend wereldkampioen was de Keniaan Emmanuel Korir.
| Mannen | Mannen            | Mannen | Mannen  |
| #      | Atleet            | Land   | Tijd    |
| ------ | ----------------- | ------ | ------- |
| Goud   | Marco Arop        | CAN    | 1.44,24 |
| Zilver | Emmanuel Wanyonyi | KEN    | 1.44,53 |
| Brons  | Ben Pattison      | GBR    | 1.44,83 |
| 4      | Adrián Ben        | ESP    | 1.44,91 |
| 5      | Slimane Moula     | ALG    | 1.44,95 |
| 6      | Tshepiso Masalela | BOT    | 1.45,57 |
| 7      | Bryce Hoppel      | USA    | 1.46,02 |
| -      | Djamel Sedjati    | ALG    | DQ      |

Uittredend wereldkampioene was de Amerikaanse Athing Mu.
Zij werd ditmaal derde.
| Vrouwen | Vrouwen          | Vrouwen | Vrouwen    |
| #       | Atlete           | Land    | Tijd       |
| ------- | ---------------- | ------- | ---------- |
| Goud    | Mary Moraa       | KEN     | PB 1.56,03 |
| Zilver  | Keely Hodgkinson | GBR     | 1.56,34    |
| Brons   | Athing Mu        | USA     | SB 1.56,61 |
| 4       | Raevyn Rogers    | USA     | SB 1.57,45 |
| 5       | Jemma Reekie     | GBR     | 1.57,72    |
| 6       | Nia Akins        | USA     | PB 1.57,73 |
| 7       | Adelle Tracey    | JAM     | PB 1.58,41 |
| 8       | Halimah Nakaayi  | UGA     | 1.59,18    |

### 1500 m
Uittredend wereldkampioen was de Brit Jake Wightman.
| Mannen | Mannen                     | Mannen | Mannen     |
| #      | Atleet                     | Land   | Tijd       |
| ------ | -------------------------- | ------ | ---------- |
| Goud   | Josh Kerr                  | GBR    | SB 3.29,38 |
| Zilver | Jakob Ingebrigtsen         | NOR    | 3.29,65    |
| Brons  | Narve Gilje Nordås         | NOR    | 3.29,68    |
| 4      | Abel Kipsang               | KEN    | 3.29,89    |
| 5      | Yared Nuguse               | USA    | 3.30,25    |
| 6      | Mario García               | ESP    | 3.30,26    |
| 7      | Cole Hocker                | USA    | PB 3.30,70 |
| 8      | Reynold Kiprorir Cheruiyot | KEN    | 3.30,78    |

Regerend wereldkampioene was de Keniaanse Faith Kipyegon.
Zij prolongeerde haar titel.
| Vrouwen | Vrouwen            | Vrouwen | Vrouwen    |
| #       | Atlete             | Land    | Tijd       |
| ------- | ------------------ | ------- | ---------- |
| Goud    | Faith Kipyegon     | KEN     | 3.54,87    |
| Zilver  | Diribe Welteji     | ETH     | 3.55,69    |
| Brons   | Sifan Hassan       | NED     | 3.56,00    |
| 4       | Ciara Mageean      | IRL     | NR 3.56,61 |
| 5       | Nelly Chepchirchir | KEN     | PB 3.57,90 |
| 6       | Laura Muir         | GBR     | 3.58,58    |
| 7       | Jessica Hull       | AUS     | 3.59,54    |
| 8       | Katie Snowden      | GBR     | 3.59,65    |

### 5000 m
Regerend wereldkampioen was de Noor Jakob Ingebrigtsen.
Hij prolongeerde zijn titel.
| Mannen | Mannen             | Mannen | Mannen      |
| #      | Atleet             | Land   | Tijd        |
| ------ | ------------------ | ------ | ----------- |
| Goud   | Jakob Ingebrigtsen | NOR    | SB 13.11,30 |
| Zilver | Mohamed Katir      | ESP    | 13.11,44    |
| Brons  | Jacob Krop         | KEN    | 13.12,28    |
| 4      | Luis Grijalva      | GUA    | 13.12,50    |
| 5      | Yomif Kejelcha     | ETH    | 13.12,51    |
| 6      | Hagos Gebrhiwet    | ETH    | 13.12,65    |
| 7      | Mohammed Ahmed     | CAN    | 13.12,92    |
| 8      | Berihu Aregawi     | ETH    | 13.12,99    |

Uittredend wereldkampioen was de Ethiopische Gudaf Tsegay.
| Vrouwen | Vrouwen                    | Vrouwen | Vrouwen  |
| #       | Atlete                     | Land    | Tijd     |
| ------- | -------------------------- | ------- | -------- |
| Goud    | Faith Kipyegon             | KEN     | 14.53,88 |
| Zilver  | Sifan Hassan               | NED     | 14.54,11 |
| Brons   | Beatrice Chebet            | KEN     | 14.54,33 |
| 4       | Margaret Chelimo Kipkemboi | KEN     | 14.56,62 |
| 5       | Ejgayehu Taye              | ETH     | 14.56,85 |
| 6       | Medina Eisa                | ETH     | 14.58,23 |
| 7       | Freweyni Hailu             | ETH     | 14.58,31 |
| 8       | Nozomi Tanaka              | JPN     | 14.58,99 |

### 10.000 m
Regerend wereldkampioen was de Oegandees Joshua Cheptegei.
Hij prolongeerde zijn titel.
| Mannen | Mannen              | Mannen | Mannen      |
| #      | Atleet              | Land   | Tijd        |
| ------ | ------------------- | ------ | ----------- |
| Goud   | Joshua Cheptegei    | UGA    | SB 27.51,42 |
| Zilver | Daniel Simiu Ebenyo | KEN    | 27.52,60    |
| Brons  | Selemon Barega      | ETH    | 27.52,72    |
| 4      | Berihu Aregawi      | ETH    | 27.55,71    |
| 5      | Benard Kibet        | KEN    | 27.56,27    |
| 6      | Mohammed Ahmed      | CAN    | SB 27.56,43 |
| 7      | Rodrigue Kwizera    | BDI    | SB 28.00,29 |
| 8      | Nicholas Kipkorir   | KEN    | 28.03,38    |

Uittredend wereldkampioene was de Ethiopische Letesenbet Gidey.
Zij pakte ditmaal zilver. De Nederlandse Sifan Hassan viel enkele
 meters voor de finish, terwijl ze op kop liep.
| Vrouwen | Vrouwen                | Vrouwen | Vrouwen     |
| #       | Atlete                 | Land    | Tijd        |
| ------- | ---------------------- | ------- | ----------- |
| Goud    | Gudaf Tsegay           | ETH     | 31.27,18    |
| Zilver  | Letesenbet Gidey       | ETH     | SB 31.28,16 |
| Brons   | Ejgayehu Taye          | ETH     | 31.28,31    |
| 4       | Irine Jepchumba Kimais | KEN     | SB 31.32,19 |
| 5       | Alicia Monson          | USA     | 31.32,29    |
| 6       | Agnes Jebet Ngetich    | KEN     | PB 31.34,83 |
| 7       | Ririka Hironaka        | JPN     | SB 31.35,12 |
| 8       | Jessica Warner-Judd    | GBR     | 31.35,38    |

### 3000 m steeple
Regerend wereldkampioen was de Marokkaan Soufiane El Bakkali.
Hij prolongeerde zijn titel.
| Mannen | Mannen                | Mannen | Mannen     |
| #      | Atleet                | Land   | Tijd       |
| ------ | --------------------- | ------ | ---------- |
| Goud   | Soufiane El Bakkali   | MAR    | 8.03,53    |
| Zilver | Lamecha Girma         | ETH    | 8.05,44    |
| Brons  | Abraham Kibiwott      | KEN    | 8.11,98    |
| 4      | Leonard Kipkemoi Bett | KEN    | 8.12,26    |
| 5      | George Beamish        | NZL    | 8.13,46    |
| 6      | Ryuji Miura           | JPN    | 8.13,70    |
| 7      | Simon Kiprop Koech    | KEN    | 8.14,37    |
| 8      | Jean-Simon Desgagnés  | CAN    | PB 8.15,58 |

Uittredend wereldkampioene was de Kazachse Norah Jeruto.
| Vrouwen | Vrouwen               | Vrouwen | Vrouwen    |
| #       | Atlete                | Land    | Tijd       |
| ------- | --------------------- | ------- | ---------- |
| Goud    | Winfred Mutile Yavi   | BRN     | WL 8.54,29 |
| Zilver  | Beatrice Chepkoech    | KEN     | SB 8.58,98 |
| Brons   | Faith Cherotich       | KEN     | PB 9.00,69 |
| 4       | Zerfe Wondemagegn     | ETH     | 9.05,51    |
| 5       | Alice Finot           | FRA     | NR 9.06,15 |
| 6       | Maruša Mišmaš-Zrimšek | SLO     | NR 9.06,37 |
| 7       | Peruth Chemutai       | UGA     | SB 9.10,26 |
| 8       | Luiza Gega            | ALB     | SB 9.10,27 |

### 110 m horden/100 m horden
Regerend wereldkampioen was de Amerikaan Grant Holloway.
Hij prolongeerde zijn titel.
| Mannen | Mannen             | Mannen | Mannen   |
| #      | Atleet             | Land   | Tijd     |
| ------ | ------------------ | ------ | -------- |
| Goud   | Grant Holloway     | USA    | SB 12,96 |
| Zilver | Hansle Parchment   | JAM    | SB 13,07 |
| Brons  | Daniel Roberts     | USA    | 13,09    |
| 4      | Freddie Crittenden | USA    | SB 13,16 |
| 5      | Shunsuke Izumiya   | JPN    | 13,19    |
| 6      | Sasha Zhoya        | FRA    | 13,26    |
| 7      | Jason Joseph       | SUI    | 13,28    |
| 8      | Wilhem Belocian    | FRA    | 13,32    |

Uittredend wereldkampioene was de Nigeriaanse Tobi Amusan.
Ze eindigde ditmaal als 6de.

| Vrouwen | Vrouwen               | Vrouwen | Vrouwen  |
| #       | Atlete                | Land    | Tijd     |
| ------- | --------------------- | ------- | -------- |
| Goud    | Danielle Williams     | JAM     | SB 12,43 |
| Zilver  | Jasmine Camacho-Quinn | PUR     | 12,44    |
| Brons   | Kendra Harrison       | USA     | 12,46    |
| 4       | Devynne Charlton      | BAH     | 12,52    |
| 5       | Ackera Nugent         | JAM     | 12,61    |
| 6       | Tobi Amusan           | NGR     | 12,62    |
| 7       | Ditaji Kambundji      | SUI     | 12,70    |
| 8       | Nia Ali               | USA     | 12,78    |

### 400 m horden
Uittredend wereldkampioen was de Braziliaan Alison dos Santos.
| Mannen | Mannen            | Mannen | Mannen |
| #      | Atleet            | Land   | Tijd   |
| ------ | ----------------- | ------ | ------ |
| Goud   | Karsten Warholm   | NOR    | 46,89  |
| Zilver | Kyron McMaster    | IVB    | 47,34  |
| Brons  | Rai Benjamin      | USA    | 47,56  |
| 4      | Roshawn Clarke    | JAM    | 48,07  |
| 5      | Alison dos Santos | BRA    | 48,10  |
| 6      | Trevor Bassitt    | USA    | 48,22  |
| 7      | Rasmus Mägi       | EST    | 48,33  |
| 8      | Joshua Abuaku     | GER    | 48,53  |

Uittredend wereldkampioene was de Amerikaanse Sydney McLaughlin.
| Vrouwen (details) | Vrouwen (details) | Vrouwen (details) | Vrouwen (details) |
| #                 | Atlete            | Land              | Tijd              |
| ----------------- | ----------------- | ----------------- | ----------------- |
| Goud              | Femke Bol         | NED               | 51,70             |
| Zilver            | Shamier Little    | USA               | SB 52,80          |
| Brons             | Rushell Clayton   | JAM               | PB 52,81          |
| 4                 | Kemi Adekoya      | BRN               | AR 53,09          |
| 5                 | Anna Cockrell     | USA               | PB 53,34          |
| 6                 | Ayomide Folorunso | ITA               | 54,19             |
| 7                 | Janieve Russell   | JAM               | 54,28             |
| 8                 | Andrenette Knight | JAM               | 55,20             |

### 4 x 100 m estafette
Uittredend wereldkampioen was Canada (Aaron Brown, Jerome Blake,
Brendon Rodney en Andre De Grasse).
| Mannen | Mannen                                                                                 | Mannen | Mannen   |
| #      | Atleet                                                                                 | Land   | Tijd     |
| ------ | -------------------------------------------------------------------------------------- | ------ | -------- |
| Goud   | Christian Coleman Fred Kerley Brandon Carnes Noah Lyles J.T. Smith (heats)             | USA    | WL 37,38 |
| Zilver | Roberto Rigali Lamont Marcell Jacobs Lorenzo Patta Filippo Tortu                       | ITA    | SB 37,62 |
| Brons  | Ackeem Blake Oblique Seville Ryiem Forde Rohan Watson                                  | JAM    | 37,76    |
| 4      | Jeremiah Azu Zharnel Hughes Adam Gemili Eugene Amo-Dadzie Jona Efoloko (heats)         | GBR    | SB 37,80 |
| 5      | Ryuichiro Sakai Hiroki Yanagita Yuki Koike Abdul Hakim Sani Brown                      | JPN    | 37,83    |
| 6      | Méba-Mickaël Zeze Pablo Matéo Ryan Zeze Mouhamadou Fall                                | FRA    | 38,06    |
| -      | Shaun Maswanganyi Benjamin Richardson Clarence Munyai Akani Simbine                    | RSA    | DNF      |
| -      | Rodrigo do Nascimento Jorge Vides Erik Cardoso Felipe Bardi Paulo André Camilo (heats) | BRA    | DNF      |

Regerend wereldkampioen was de Verenigde Staten (Melissa Jefferson,
Abby Steiner, Jenna Prandini en Twanisha Terry). Zij prolongeerden de titel.
| Vrouwen | Vrouwen | Vrouwen | Vrouwen  |
| #       | Atlete | Land    | Tijd     |
| ------- | --- | ------- | -------- |
| Goud    | Tamari Davis Twanisha Terry Gabrielle Thomas Sha'Carri Richardson Tamara Clark (heats) Melissa Jefferson (heats)                 | USA     | CR 41,03 |
| Zilver  | Natasha Morrison Shelly-Ann Fraser-Pryce Shashalee Forbes Shericka Jackson Briana Williams (heats) Elaine Thompson-Herah (heats) | JAM     | SB 41,21 |
| Brons   | Asha Philip Imani Lansiquot Bianca Williams Daryll Neita Annie Tagoe (heats)                                                     | GBR     | SB 41,97 |
| 4       | Zaynab Dosso Dalia Kaddari Anna Bongiorni Alessia Pavese                                                                         | ITA     | 42,49    |
| 5       | Pia Skrzyszowska Kristina Timanovskaja Magdalena Stefanowicz Ewa Swoboda                                                         | POL     | 42,66    |
| 6       | Louise Wieland Sina Mayer Gina Lückenkemper Rebekka Haase                                                                        | GER     | 42,98    |
| -       | N'ketia Seedo Lieke Klaver Nadine Visser Tasa Jiya Marije van Hunenstijn (heats) Jamile Samuel (heats)                           | NED     | DNF      |
| -       | Murielle Ahouré-Demps Marie-Josée Ta Lou Jessika Gbai Maboundou Koné                                                             | CIV     | DNF      |
| -       | Natacha Kouni Salomé Kora Géraldine Frey Melissa Gutschmidt                                                                      | SUI     | DQ       |

### 4 x 400 m estafette
Regerend wereldkampioen was de Verenigde Staten (Elija Godwin,
Michael Norman, Bryce Deadmon en Champion Allison).
Zij prolongeerden de titel.
| Mannen | Mannen | Mannen | Mannen     |
| #      | Atleet | Land   | Tijd       |
| ------ | --- | ------ | ---------- |
| Goud   | Quincy Hall Vernon Norwood Justin Robinson Rai Benjamin Trevor Bassitt (heats) Matthew Boling (heats) Christopher Bailey (heats) | USA    | WL 2.57,31 |
| Zilver | Ludvy Vaillant Gilles Biron David Sombé Téo Andant Loïc Prévot (heats)                                                           | FRA    | NR 2.58,45 |
| Brons  | Alex Haydock-Wilson Charles Dobson Lewis Davey Rio Mitcham                                                                       | GBR    | SB 2.58,71 |
| 4      | Rusheen McDonald Roshawn Clarke Zandrion Barnes Antonio Watson Jevaughn Powell (heats) D'Andre Anderson (heats)                  | JAM    | SB 2.59,34 |
| 5      | Muhammed Anas Yahiya Amoj Jacob Muhammed Ajmal Variyathodi Rajesh Ramesh                                                         | IND    | 2.59,92    |
| 6      | Isayah Boers Terrence Agard Ramsey Angela Isaya Klein Ikkink Liemarvin Bonevacia (heats)                                         | NED    | 3.00,40    |
| 7      | Edoardo Scotti Riccardo Meli Lorenzo Benati Davide Re Alessandro Sibilio (heats)                                                 | ITA    | 3.01,23    |
| -      | Zibane Ngozi Baboloki Thebe Laone Ditshetelo Leungo Scotch                                                                       | BOT    | DQ         |

Uittredend wereldkampioen was de Verenigde Staten (Talitha Diggs,
Abby Steiner, Britton Wilson en Sydney McLaughlin).
| Vrouwen | Vrouwen | Vrouwen | Vrouwen    |
| #       | Atlete | Land    | Tijd       |
| ------- | --- | ------- | ---------- |
| Goud    | Eveline Saalberg Lieke Klaver Cathelijn Peeters Femke Bol Lisanne de Witte (heats)                             | NED     | WL 3.20,72 |
| Zilver  | Candice McLeod Janieve Russell Nickisha Pryce Stacey-Ann Williams Charokee Young (heats) Shiann Salmon (heats) | JAM     | SB 3.20,88 |
| Brons   | Laviai Nielsen Amber Anning Ama Pipi Nicole Yeargin Yemi Mary John (heats)                                     | GBR     | SB 3.21,04 |
| 4       | Zoe Sherar Aiyanna Stiverne Kyra Constantine Grace Konrad                                                      | CAN     | SB 3.22,42 |
| 5       | Helena Ponette Imke Vervaet Hanne Claes Camille Laus Naomi Van Den Broeck (heats)                              | BEL     | SB 3.22,84 |
| 6       | Alicja Wrona-Kutrzepa Marika Popowicz-Drapała Patrycja Wyciszkiewicz-Zawadzka Natalia Kaczmarek                | POL     | 3.24,93    |
| 7       | Alice Mangione Anna Polinari Alessandra Bonora Giancarla Trevisan Ayomide Folorunso (heats)                    | ITA     | 3.24,98    |
| 8       | Sophie Becker Róisín Harrison Kelly McGrory Sharlene Mawdsley                                                  | IRL     | 3.27,08    |

Uittredend wereldkampioen was de Dominicaanse Republiek 
(Lidio Andrés Feliz, Marileidy Paulino, Alexander Ogando en Fiordaliza Cofil).
Nederland lag lang op kop, maar Femke Bol viel enkele meters voor de finish.
| Gemengd | Gemengd                                                                                 | Gemengd | Gemengd    |
| #       | Atleet                                                                                  | Land    | Hoogte     |
| ------- | --------------------------------------------------------------------------------------- | ------- | ---------- |
| Goud    | Justin Robinson Rosey Effiong Matthew Boling Alexis Holmes Ryan Willie (heats)          | USA     | WR 3.08,80 |
| Zilver  | Lewis Davey Laviai Nielsen Rio Mitcham Yemi Mary John Joseph Brier (heats)              | GBR     | NR 3.11,06 |
| Brons   | Matěj Krsek Tereza Petržilková Patrik Šorm Lada Vondrová                                | CZE     | NR 3.11,98 |
| 4       | Gilles Biron Louise Maraval Téo Andant Amandine Brossier                                | FRA     | 3.12,99    |
| 5       | Robin Vanderbemden Imke Vervaet Jonathan Borlée Camille Laus Florent Mabille (heats)    | BEL     | 3.13,83    |
| 6       | Jack Raftery Sophie Becker Christopher O'Donnell Sharlene Mawdsley                      | IRL     | 3.14,13    |
| 7       | Manuel Sanders Alica Schmidt Jean Paul Bredau Elisa Lechleitner Skadi Schier (heats)    | GER     | 3.14,27    |
| 8       | Igor Bogaczyński Patrycja Wyciszkiewicz-Zawadzka Karol Zalewski Marika Popowicz-Drapała | POL     | 3.15,49    |
| -       | Liemarvin Bonevacia Lieke Klaver Isaya Klein Ikkink Femke Bol Terrence Agard (heats)    | NED     | DNF        |

### Hoogspringen
Uittredend wereldkampioen was de Qatari Mutaz Essa Barshim.
| Mannen | Mannen             | Mannen | Mannen  |
| #      | Atleet             | Land   | Hoogte  |
| ------ | ------------------ | ------ | ------- |
| Goud   | Gianmarco Tamberi  | ITA    | WL 2,36 |
| Zilver | JuVaughn Harrison  | USA    | WL 2,36 |
| Brons  | Mutaz Essa Barshim | QAT    | 2,33    |
| 4      | Luis Enrique Zayas | CUB    | PB 2,33 |
| 5      | Tobias Potye       | GER    | 2,33    |
| 6      | Woo Sang-hyeok     | KOR    | 2,29    |
| 7      | Shelby McEwen      | USA    | SB 2,29 |
| 8      | Ryoichi Akamatsu   | JPN    | 2,25    |

Uittredend wereldkampioen was de Australische Eleanor Patterson.
Zij werd ditmaal tweede.
| Vrouwen | Vrouwen               | Vrouwen | Vrouwen |
| #       | Atlete                | Land    | Hoogte  |
| ------- | --------------------- | ------- | ------- |
| Goud    | Jaroslava Mahoetsjich | UKR     | 2,01    |
| Zilver  | Eleanor Patterson     | AUS     | SB 1,99 |
| Brons   | Nicola Olyslagers     | AUS     | 1,99    |
| 4       | Morgan Lake           | GBR     | 1,97    |
| 5       | Lamara Distin         | JAM     | 1,94    |
| 5       | Iryna Herasjtsjenko   | UKR     | 1,94    |
| 7       | Angelina Topić        | SRB     | 1,94    |
| 8       | Christina Honsel      | GER     | 1,94    |

### Polsstokhoogspringen
Regerend wereldkampioen was de Zweed Armand Duplantis.
Hij prolongeerde zijn titel.
| Mannen | Mannen             | Mannen | Mannen  |
| #      | Atleet             | Land   | Hoogte  |
| ------ | ------------------ | ------ | ------- |
| Goud   | Armand Duplantis   | SWE    | 6,10    |
| Zilver | Ernest John Obiena | PHI    | AR 6,00 |
| Brons  | Kurtis Marschall   | AUS    | PB 5,95 |
| Brons  | Chris Nilsen       | USA    | SB 5,95 |
| 5      | Thibaut Collet     | FRA    | PB 5,90 |
| 6      | Huang Bokai        | CHN    | PB 5,75 |
| 7      | Ben Broeders       | BEL    | 5,75    |
| 8      | Zach McWhorter     | USA    | 5,75    |

Regerend wereldkampioene was de Amerikaanse Katie Nageotte.
Zij prolongeerde haar titel, inmiddels onder
de naam Moon, na haar huwelijk.
Ze deelt het goud met de Australische Nina Kennedy.
| Vrouwen | Vrouwen          | Vrouwen | Vrouwen |
| #       | Atlete           | Land    | Hoogte  |
| ------- | ---------------- | ------- | ------- |
| Goud    | Nina Kennedy     | AUS     | WL 4,90 |
| Goud    | Katie Moon       | USA     | WL 4,90 |
| Brons   | Wilma Murto      | FIN     | SB 4,80 |
| 4       | Tina Šutej       | SLO     | NR 4,80 |
| 5       | Molly Caudery    | GBR     | PB 4,75 |
| 5       | Angelica Moser   | SUI     | PB 4,75 |
| 7       | Sandi Morris     | USA     | 4,65    |
| 8       | Robeilys Peinado | VEN     | SB 4,65 |

### Verspringen
Uittredend wereldkampioen was de Chinees Wang Jianan.
Hij werd ditmaal vijfde.
| Mannen | Mannen              | Mannen | Mannen  |
| #      | Atleet              | Land   | Afstand |
| ------ | ------------------- | ------ | ------- |
| Goud   | Miltiadis Tentoglou | GRE    | SB 8,52 |
| Zilver | Wayne Pinnock       | JAM    | 8,50    |
| Brons  | Tajay Gayle         | JAM    | SB 8,27 |
| 4      | Carey McLeod        | JAM    | 8,27    |
| 5      | Wang Jianan         | CHN    | 8,05    |
| 6      | Thobias Montler     | SWE    | 8,00    |
| 7      | Radek Juška         | CZE    | 7,98    |
| 8      | William Williams    | USA    | 7,94    |

Uittredend wereldkampioene was de Duitse Malaika Mihambo.
Zij kon wegens een blessure haar titel niet verdedigen. 
| Vrouwen | Vrouwen               | Vrouwen | Vrouwen |
| #       | Atlete                | Land    | Afstand |
| ------- | --------------------- | ------- | ------- |
| Goud    | Ivana Vuleta          | SRB     | WL 7,14 |
| Zilver  | Tara Davis-Woodhall   | USA     | 6,91    |
| Brons   | Alina Rotaru-Kottmann | ROU     | 6,88    |
| 4       | Ese Brume             | NGR     | SB 6,84 |
| 5       | Larissa Iapichino     | ITA     | 6,82    |
| 6       | Fátima Diame          | ESP     | PB 6,82 |
| 7       | Marthe Koala          | BUR     | 6,68    |
| 8       | Tessy Ebosele         | ESP     | 6,62    |

### Hink-stap-springen
Uittredend wereldkampioen was de Portugees Pedro Pichardo.
| Mannen | Mannen               | Mannen | Mannen   |
| #      | Atleet               | Land   | Afstand  |
| ------ | -------------------- | ------ | -------- |
| Goud   | Hugues Fabrice Zango | BUR    | 17,64    |
| Zilver | Lázaro Martínez      | CUB    | 17,41    |
| Brons  | Cristian Nápoles     | CUB    | PB 17,40 |
| 4      | Zhu Yaming           | CHN    | 17,15    |
| 5      | Yasser Mohamed Triki | ALG    | 17,01    |
| 6      | Fang Yaoqing         | CHN    | 17,01    |
| 7      | Will Claye           | USA    | SB 16,99 |
| 8      | Emmanuel Ihemeje     | ITA    | 16,91    |

Regerend wereldkampioene was de Venezolaanse Yulimar Rojas.
Zij prolongeerde haar titel.
| Vrouwen | Vrouwen                 | Vrouwen | Vrouwen  |
| #       | Atlete                  | Land    | Afstand  |
| ------- | ----------------------- | ------- | -------- |
| Goud    | Yulimar Rojas           | VEN     | 15,08    |
| Zilver  | Maryna Bech-Romantsjoek | UKR     | SB 15,00 |
| Brons   | Leyanis Pérez Hernández | CUB     | 14,96    |
| 4       | Shanieka Thomas         | JAM     | SB 14,93 |
| 5       | Thea LaFond             | DMA     | NR 14,90 |
| 6       | Liadagmis Povea         | CUB     | SB 14,87 |
| 7       | Kimberly Williams       | JAM     | SB 14,38 |
| 8       | Dariya Derkach          | ITA     | SB 14,36 |

### Kogelstoten
Regerend wereldkampioen was de Amerikaan Ryan Crouser.
Hij prolongeerde zijn titel.
| Mannen | Mannen           | Mannen | Mannen   |
| #      | Atleet           | Land   | Afstand  |
| ------ | ---------------- | ------ | -------- |
| Goud   | Ryan Crouser     | USA    | CR 23,51 |
| Zilver | Leonardo Fabbri  | ITA    | PB 22,34 |
| Brons  | Joe Kovacs       | USA    | 22,12    |
| 4      | Tom Walsh        | NZL    | 22,05    |
| 5      | Payton Otterdahl | USA    | 21,86    |
| 6      | Jacko Gill       | NZL    | 21,76    |
| 7      | Filip Mihaljević | CRO    | 21,57    |
| 8      | Darlan Romani    | BRA    | 21,41    |

Regerend wereldkampioene was de Amerikaanse Chase Ealey.
Zij prolongeerde haar titel.
| Vrouwen | Vrouwen             | Vrouwen | Vrouwen  |
| #       | Atlete              | Land    | Afstand  |
| ------- | ------------------- | ------- | -------- |
| Goud    | Chase Ealey         | USA     | SB 20,43 |
| Zilver  | Sarah Mitton        | CAN     | SB 20,08 |
| Brons   | Gong Lijiao         | CHN     | 19,69    |
| 4       | Auriol Dongmo       | POR     | 19,69    |
| 5       | Danniel Thomas-Dodd | JAM     | 19,59    |
| 6       | Maggie Ewen         | USA     | 19,51    |
| 7       | Maddison-Lee Wesche | NZL     | PB 19,51 |
| 8       | Jessica Schilder    | NED     | 19,26    |

### Discuswerpen
Uittredend wereldkampioen was de Sloveen Kristjan Čeh.
Hij werd ditmaal tweede.
| Mannen | Mannen              | Mannen | Mannen   |
| #      | Atleet              | Land   | Afstand  |
| ------ | ------------------- | ------ | -------- |
| Goud   | Daniel Ståhl        | SWE    | CR 71,46 |
| Zilver | Kristjan Čeh        | SLO    | 70,02    |
| Brons  | Mykolas Alekna      | LTU    | 68,85    |
| 4      | Matthew Denny       | AUS    | NR 68,24 |
| 5      | Fedrick Dacres      | JAM    | 66,72    |
| 6      | Andrius Gudžius     | LTU    | 66,16    |
| 7      | Lukas Weißhaidinger | AUT    | 65,54    |
| 8      | Henrik Janssen      | GER    | 63,80    |

Uittredend wereldkampioene was de Chinese Feng Bin.
Zij werd ditmaal derde.
| Vrouwen | Vrouwen             | Vrouwen | Vrouwen  |
| #       | Atlete              | Land    | Afstand  |
| ------- | ------------------- | ------- | -------- |
| Goud    | Laulauga Tausaga    | USA     | PB 69,49 |
| Zilver  | Valarie Allman      | USA     | 69,23    |
| Brons   | Feng Bin            | CHN     | SB 68,20 |
| 4       | Jorinde van Klinken | NED     | SB 67,20 |
| 5       | Sandra Perković     | CRO     | SB 66,57 |
| 6       | Kristin Pudenz      | GER     | 65,96    |
| 7       | Shanice Craft       | GER     | 65,47    |
| 8       | Liliana Cá          | POR     | 63,59    |

### Kogelslingeren
Uittredend wereldkampioen was de Pool Paweł Fajdek.
Hij werd ditmaal vierde.
| Mannen | Mannen           | Mannen | Mannen   |
| #      | Atleet           | Land   | Afstand  |
| ------ | ---------------- | ------ | -------- |
| Goud   | Ethan Katzberg   | CAN    | NR 81,25 |
| Zilver | Wojciech Nowicki | POL    | 81,02    |
| Brons  | Bence Halász     | HUN    | SB 80,82 |
| 4      | Paweł Fajdek     | POL    | SB 80,00 |
| 5      | Mychajlo Kochan  | UKR    | SB 79,59 |
| 6      | Daniel Haugh     | USA    | SB 78,64 |
| 7      | Eivind Henriksen | NOR    | SB 77,06 |
| 8      | Rudy Winkler     | USA    | 76,04    |

Uittredend wereldkampioene was de Amerikaanse Brooke Andersen.
| Vrouwen | Vrouwen                   | Vrouwen | Vrouwen  |
| #       | Atlete                    | Land    | Afstand  |
| ------- | ------------------------- | ------- | -------- |
| Goud    | Camryn Rogers             | CAN     | 77,22    |
| Zilver  | Janee' Kassanavoid        | USA     | 76,36    |
| Brons   | DeAnna Price              | USA     | 75,41    |
| 4       | Hanna Skydan              | AZE     | 74,18    |
| 5       | Silja Kosonen             | FIN     | 73,89    |
| 6       | Sara Fantini              | ITA     | SB 73,85 |
| 7       | Bianca Florentina Ghelber | ROU     | 73,70    |
| 8       | Wang Zheng                | CHN     | 72,14    |

### Speerwerpen
Uittredend wereldkampioen was de Grenadiaan Anderson Peters.
| Mannen | Mannen            | Mannen | Mannen   |
| #      | Atleet            | Land   | Afstand  |
| ------ | ----------------- | ------ | -------- |
| Goud   | Neeraj Chopra     | IND    | 88,17    |
| Zilver | Arshad Nadeem     | PAK    | SB 87,82 |
| Brons  | Jakub Vadlejch    | CZE    | 86,67    |
| 4      | Julian Weber      | GER    | 85,79    |
| 5      | Kishore Jena      | IND    | PB 84,77 |
| 6      | D. P. Manu        | IND    | 84,14    |
| 7      | Oliver Helander   | FIN    | 83,38    |
| 8      | Edis Matusevičius | LTU    | 82,29    |

Uittredend wereldkampioene was de Australische Kelsey-Lee Barber.
Zij werd ditmaal zevende.
| Vrouwen | Vrouwen                 | Vrouwen | Vrouwen  |
| #       | Atlete                  | Land    | Afstand  |
| ------- | ----------------------- | ------- | -------- |
| Goud    | Haruka Kitaguchi        | JPN     | 66,73    |
| Zilver  | Flor Denis Ruiz Hurtado | COL     | AR 65,47 |
| Brons   | Mackenzie Little        | AUS     | 63,38    |
| 4       | Anete Kociņa            | LAT     | SB 63,18 |
| 5       | Victoria Hudson         | AUT     | 62,92    |
| 6       | Liu Shiying             | CHN     | SB 61,66 |
| 7       | Kelsey-Lee Barber       | AUS     | 61,19    |
| 8       | Jucilene Sales de Lima  | BRA     | 60,34    |

### Tienkamp/Zevenkamp
Uittredend wereldkampioen was de Fransman Kevin Mayer.
Hij kon zijn titel vanwege een blessure niet verdedigen.
| Mannen | Mannen            | Mannen | Mannen |
| #      | Atleet            | Land   | Punten |
| ------ | ----------------- | ------ | ------ |
| Goud   | Pierce LePage     | CAN    | 8909   |
| Zilver | Damian Warner     | CAN    | 8804   |
| Brons  | Lindon Victor     | GRN    | 8756   |
| 4      | Karel Tilga       | EST    | 8681   |
| 5      | Leo Neugebauer    | GER    | 8645   |
| 6      | Janek Õiglane     | EST    | 8524   |
| 7      | Harrison Williams | USA    | 8500   |
| 8      | Markus Rooth      | NOR    | 8491   |

Uittredend wereldkampioene was de Belgische Nafissatou Thiam.
Zij kon wegens een blessure haar titel niet verdedigen.
| Vrouwen (details) | Vrouwen (details)         | Vrouwen (details) | Vrouwen (details) |
| #                 | Atlete                    | Land              | Punten            |
| ----------------- | ------------------------- | ----------------- | ----------------- |
| Goud              | Katarina Johnson-Thompson | GBR               | 6740              |
| Zilver            | Anna Hall                 | USA               | 6720              |
| Brons             | Anouk Vetter              | NED               | 6501              |
| 4                 | Xénia Krizsán             | HUN               | 6479              |
| 5                 | Emma Oosterwegel          | NED               | 6464              |
| 6                 | Noor Vidts                | BEL               | 6450              |
| 7                 | Sophie Weißenberg         | GER               | 6438              |
| 8                 | Chari Hawkins             | USA               | 6366              |

### Marathon
Uittredend wereldkampioen was de Ethiopiër Tamirat Tola.
| Mannen | Mannen               | Mannen | Mannen     |
| #      | Atleet               | Land   | Tijd       |
| ------ | -------------------- | ------ | ---------- |
| Goud   | Victor Kiplangat     | UGA    | 2:08.53    |
| Zilver | Maru Teferi          | ISR    | SB 2:09.12 |
| Brons  | Leul Gebresilase     | ETH    | 2:09.19    |
| 4      | Tebello Ramakongoana | LES    | PB 2:09.57 |
| 5      | Stephen Kissa        | UGA    | 2:10.22    |
| 6      | Milkesa Mengesha     | ETH    | 2:10.43    |
| 7      | Hassan Chahdi        | FRA    | SB 2:10.45 |
| 8      | Titus Kipruto        | KEN    | 2:10.47    |

Uittredend wereldkampioene was de Ethiopische Gotytom Gebreslase.
Zij werd ditmaal tweede.
| Vrouwen | Vrouwen                | Vrouwen | Vrouwen    |
| #       | Atlete                 | Land    | Tijd       |
| ------- | ---------------------- | ------- | ---------- |
| Goud    | Amane Beriso Shankule  | ETH     | SB 2:24.23 |
| Zilver  | Gotytom Gebreslase     | ETH     | SB 2:24.34 |
| Brons   | Fatima Ezzahra Gardadi | MAR     | 2:25.17    |
| 4       | Lonah Chemtai Salpeter | ISR     | SB 2:25.38 |
| 5       | Yalemzerf Yehualaw     | ETH     | 2:26.13    |
| 6       | Rosemary Wanjiru       | KEN     | 2:26.42    |
| 7       | Sally Chepyego Kaptich | KEN     | 2:27.09    |
| 8       | Nazret Weldu           | ERI     | SB 2:27.23 |

### 20 km snelwandelen
Uittredend wereldkampioen was de Japanner Toshikazu Yamanishi.
| Mannen | Mannen               | Mannen | Mannen     |
| #      | Atleet               | Land   | Tijd       |
| ------ | -------------------- | ------ | ---------- |
| Goud   | Álvaro Martín        | ESP    | WL 1.17,32 |
| Zilver | Perseus Karlström    | SWE    | NR 1.17,39 |
| Brons  | Caio Bonfim          | BRA    | NR 1.17,47 |
| 4      | Evan Dunfee          | CAN    | NR 1.18,03 |
| 5      | Christopher Linke    | GER    | NR 1.18,12 |
| 6      | Veli-Matti Partanen  | FIN    | NR 1.18,22 |
| 7      | Brian Daniel Pintado | ECU    | PB 1.18,26 |
| 8      | Declan Tingay        | AUS    | PB 1.18,30 |

Uittredend wereldkampioene was de Peruviaanse Kimberly García.
Zij eindigde ditmaal als vierde.
| Vrouwen | Vrouwen              | Vrouwen | Vrouwen    |
| #       | Atlete               | Land    | Tijd       |
| ------- | -------------------- | ------- | ---------- |
| Goud    | María Pérez          | ESP     | 1.26,51    |
| Zilver  | Jemima Montag        | AUS     | AR 1.27,16 |
| Brons   | Antonella Palmisano  | ITA     | SB 1.27,26 |
| 4       | Kimberly García León | PER     | 1.27,32    |
| 5       | Alegna González      | MEX     | 1.27,36    |
| 6       | Glenda Morejón       | ECU     | SB 1.27,40 |
| 7       | Ma Zhenxia           | CHN     | 1.28,30    |
| 8       | Viviane Lyra         | BRA     | PB 1.28,36 |

### 35 km snelwandelen
Uittredend wereldkampioen was de Italiaan Massimo Stano.
Hij werd ditmaal zevende.
| Mannen | Mannen               | Mannen | Mannen     |
| #      | Atleet               | Land   | Tijd       |
| ------ | -------------------- | ------ | ---------- |
| Goud   | Álvaro Martín        | ESP    | NR 2:24.30 |
| Zilver | Brian Daniel Pintado | ECU    | AR 2:24.34 |
| Brons  | Masatora Kawano      | JPN    | SB 2:25.12 |
| 4      | Evan Dunfee          | CAN    | SB 2:25.28 |
| 5      | Christopher Linke    | GER    | NR 2:25.35 |
| 6      | Tomohiro Noda        | JPN    | 2:25.50    |
| 7      | Massimo Stano        | ITA    | SB 2:25.59 |
| 8      | Perseus Karlström    | SWE    | SB 2:27.03 |

Uittredend wereldkampioene was de Peruviaanse Kimberly García.
Zij eindigde ditmaal als tweede.
| Vrouwen | Vrouwen              | Vrouwen | Vrouwen    |
| #       | Atlete               | Land    | Tijd       |
| ------- | -------------------- | ------- | ---------- |
| Goud    | María Pérez          | ESP     | CR 2:38.40 |
| Zilver  | Kimberly García León | PER     | 2:40.52    |
| Brons   | Antigoni Drisbioti   | GRE     | SB 2:43.22 |
| 4       | Viviane Lyra         | BRA     | NR 2:44.40 |
| 5       | Cristina Montesinos  | ESP     | PB 2:45.32 |
| 6       | Evelyn Inga          | PER     | PB 2:46.18 |
| 7       | Serena Sonoda        | JPN     | 2:46.32    |
| 8       | Olga Chojecka        | POL     | PB 2:46.48 |

### Legenda
- AR = Continentaal record (Area Record)
- CR = Kampioenschapsrecord (Championship Record)
- DNS = Niet gestart (Did Not Start)
- DNF = Niet beëindigd (Did Not Finish)
- DQ = Gediskwalificeerd (Disqualified)
- SB = Beste persoonlijke seizoensprestatie (Season's Best)
- PB = Persoonlijk record (Personal Best)
- NR = Nationaal record (National Record)
- ER = Europees record (European Record)
- WL = 's Werelds beste seizoensprestatie (World Leading)
- WJ = Wereld juniorenrecord (World Junior Record)
- WR = Wereldrecord (World Record)

## Prestaties Belgische en Nederlandse selecties

### België
Voor België hebben 34 atleten zich geplaatst voor het toernooi, waavan 26 (15 mannen en 11 vrouwen) voor individuële onderdelen. 

Zevenkampster Nafissatou Thiam meldde zich af wegens een achillespeesblessure.
Vrouwen
| Atleet                                                                             | Onderdeel           | Ronde                                                                            | Prestatie                                                        | Plaats                   |
| ---------------------------------------------------------------------------------- | ------------------- | -------------------------------------------------------------------------------- | ---------------------------------------------------------------- | ------------------------ |
| Rani Rosius                                                                        | 100 m               | series halve finales                                                             | 11,18 11,20                                                      | 19e 20e                  |
| Delphine Nkansa                                                                    | 100 m               | series                                                                           | 11,40                                                            | 35e                      |
| Cynthia Bolingo                                                                    | 400 m               | series halve finales finale                                                      | SB 50,29 NR 49.96 50,33                                          | 3e 6e 5e                 |
| Helena Ponette                                                                     | 400 m               | series                                                                           | PB 51,52                                                         | 27e                      |
| Hanne Claes                                                                        | 400 m horden        | series halve finales                                                             | 55,13 56,06                                                      | 18e 23e                  |
| Elise Vanderelst                                                                   | 1500 m              | series                                                                           | 4.11,55                                                          | 50e                      |
| Hanne Verbruggen                                                                   | Marathon            | finale                                                                           | 2:37.15                                                          | 39e                      |
| Merel Maes                                                                         | Hoogspringen        | kwalificatie                                                                     | 1,89                                                             | 17e                      |
| Elien Vekemans                                                                     | Polstokhoogspringen | kwalificatie                                                                     | 4,35                                                             | 29e                      |
| Noor Vidts                                                                         | Zevenkamp           | 100 m horden hoogspringen kogelstoten 200 m verspringen speerwerpen 800 m totaal | SB 13,33 1,80 SB 14,40 SB 24,23 6,35 SB 41,00 SB 2.09,48 SB 6450 | 5e 7e 5e 7e 2e 17e 4e 6e |
| Helena Ponette Imke Vervaet Hanne Claes Camille Laus Naomi Van Den Broeck (series) | 4 x 400 m           | series finale                                                                    | 3.23,63 SB 3.22,84                                               | 4e 5e                    |

Mannen
| Atleet                                                       | Onderdeel           | Ronde                | Prestatie       | Plaats  |
| ------------------------------------------------------------ | ------------------- | -------------------- | --------------- | ------- |
| Dylan Borlée                                                 | 400 m               | series halve finales | 45,24 45,59     | 24e 19e |
| Alexander Doom                                               | 400 m               | series halve finales | PB 44,92 45,57  | 15e 18e |
| Ismael Debjani                                               | 1500 m              | series               | 3.39,73         | 39e     |
| Ruben Verheyden                                              | 1500 m              | series halve finales | 3.47,02 3.33,96 | 47e 11e |
| Jochem Vermeulen                                             | 1500 m              | series               | 3.35,45         | 22e     |
| John Heymans                                                 | 5000 m              | series               | 13.39,67        | 26e     |
| Robin Hendrix                                                | 5000 m              | series               | 13.55,81        | 37e     |
| Isaac Kimeli                                                 | 10.000 m            | finale               | SB 28.20,77     | 13e     |
| Julien Watrin                                                | 400 m horden        | series halve finales | SB 48,72 48,94  | 13e 17e |
| Thomas Carmoy                                                | Hoogspringen        | kwalificatie         | 2,25            | 15e     |
| Ben Broeders                                                 | Polstokhoogspringen | kwalificatie finale  | 5,75            | 11e 7e  |
| Philip Milanov                                               | Discuswerpen        | kwalificatie         | 63,00           | 18e     |
| Timothy Herman                                               | Speerwerpen         | kwalificatie finale  | 80,11 74,56     | 11e 12e |
| Julien Watrin Dylan Borlée Robin Vanderbemden Alexander Doom | 4 x 400 m           | series               | SB 3.00,33      | 9e      |

Gemengd
| Atleet                                                                                | Onderdeel         | Ronde         | Prestatie          | Plaats |
| ------------------------------------------------------------------------------------- | ----------------- | ------------- | ------------------ | ------ |
| Robin Vanderbemden Imke Vervaet Jonathan Borlée Camille Laus Florent Mabille (series) | 4 x 400 m gemengd | series finale | SB 3.11,81 3.13,83 | 3e 5e  |

### Nederland
Voor Nederland hebben 41 atleten zich geplaatst voor het toernooi. Nick Smidt (400m horden) moest zich wegens een blessure afmelden.
Voor Aruba plaatste Justice Dreischor zich voor de 800 meter. Hij strandde in de series.
Vrouwen
| Atleet                                                                                                   | Onderdeel    | Ronde                                                                            | Prestatie                                                     | Plaats                                |
| --- | ------------ | -------------------------------------------------------------------------------- | ------------------------------------------------------------- | ------------------------------------- |
| N'ketia Seedo                                                                                            | 100 m        | series halve finales                                                             | PB 11,11 11,17                                                | 11e 15e                               |
| Tasa Jiya                                                                                                | 200 m        | series halve finales                                                             | 22,97 PB 22,67                                                | 22e 14e                               |
| Lieke Klaver                                                                                             | 400 m        | series halve finales finale                                                      | 50,52 49.87 50,33                                             | 6e 5e 6e                              |
| Sifan Hassan                                                                                             | 1500 m       | series halve finales finale                                                      | 4.02,92 3.55,48 3:56.00                                       | 11e · 3e ·                            |
| Sifan Hassan                                                                                             | 5000 m       | series finale                                                                    | 14.32,29 14.54,11                                             | 1e ·                                  |
| Sifan Hassan                                                                                             | 10.000 m     | finale                                                                           | 31.53,35                                                      | 11e                                   |
| Maureen Koster                                                                                           | 5000 m       | series finale                                                                    | 15.05,13 15.00,78                                             | 16e 12e                               |
| Diane van Es                                                                                             | 10.000 m     | finale                                                                           | 32.05,85                                                      | 13e                                   |
| Nadine Visser                                                                                            | 100 m horden | series halve finales                                                             | 12,68 SB 12,62                                                | 11e 10e                               |
| Maayke Tjin A-Lim                                                                                        | 100 m horden | series halve finales                                                             | 12,92 13,05                                                   | 24e 22e                               |
| Femke Bol                                                                                                | 400 m horden | series halve finales finale                                                      | 53,39 52,95 51,70                                             | 1e · 2e ·                             |
| Cathelijn Peeters                                                                                        | 400 m horden | series halve finales                                                             | 54,95 54,63                                                   | 15e 14e                               |
| Pauline Hondema                                                                                          | Verspringen  | kwalificatie                                                                     | 6,57                                                          | 15e                                   |
| Jessica Schilder                                                                                         | Kogelstoten  | kwalificatie finale                                                              | 19,64 19,26                                                   | 1e 8e                                 |
| Alida van Daalen                                                                                         | Kogelstoten  | kwalificatie                                                                     | 17,93                                                         | 19e                                   |
| Jorinde van Klinken                                                                                      | Kogelstoten  | kwalificatie finale                                                              | 18.66 19,05                                                   | 10e 9e                                |
| Jorinde van Klinken                                                                                      | Discuswerpen | kwalificatie finale                                                              | 63,20 SB 67,20                                                | 8e 4e                                 |
| Sofie Dokter                                                                                             | Zevenkamp    | 100 m horden hoogspringen kogelstoten 200 m verspringen speerwerpen 800 m totaal | 13,82 1,80 13,16 23,89 6,09 PB 44,46 2.17,98 6192             | 19e 8e 18e 5e 11e 13e 11e             |
| Emma Oosterwegel                                                                                         | Zevenkamp    | 100 m horden hoogspringen kogelstoten 200 m verspringen speerwerpen 800 m totaal | SB 13,38 SB 1,71 14,16 SB 24,58 6,19 54,88 SB 2.12,06 SB 6464 | 7e 21e 8e 10e 6e 2e 7e 5e             |
| Anouk Vetter                                                                                             | Zevenkamp    | 100 m horden hoogspringen kogelstoten 200 m verspringen speerwerpen 800 m totaal | 13,42 1,71 SB 15,72 24,28 5,99 CHB 59,57 2.20,49 SB 6501      | 8e · 19e · 1e · 8e · 14e · 1e · 17e · |
| N'ketia Seedo Lieke Klaver Nadine Visser Tasa Jiya Marije van Hunenstijn (series) Jamile Samuel (series) | 4 x 100 m    | series finale                                                                    | 42,53 DNF                                                     | 6e –                                  |
| Eveline Saalberg Lieke Klaver Cathelijn Peeters Femke Bol Lisanne de Witte (series)                      | 4 x 400 m    | series finale                                                                    | 3.23,75 WL, NR 3.20,72                                        | 5e ·                                  |

Mannen
| Atleet                                                                                    | Onderdeel           | Ronde | Prestatie                                                                | Plaats                                   |
| ----------------------------------------------------------------------------------------- | ------------------- | --- | ------------------------------------------------------------------------ | ---------------------------------------- |
| Raphael Bouju                                                                             | 100 m               | series halve finales | 10,09 10,20                                                              | 11e 20e                                  |
| Taymir Burnet                                                                             | 200 m               | series halve finales | PB 20,31 20,65                                                           | 13e 19e                                  |
| Liemarvin Bonevacia                                                                       | 400 m               | series halve finales | 44,78 45,23                                                              | 8e 14e                                   |
| Niels Laros                                                                               | 1500 m              | series halve finales finale                                                                                              | 3.34,25 NR 3.32,74 NR 3.31,25                                            | 7e 3e 10e                                |
| Mike Foppen                                                                               | 5000 m              | series | 13:38.94                                                                 | 25e                                      |
| Abdi Nageeye                                                                              | Marathon            | finale | DNF                                                                      | –                                        |
| Nick Smidt                                                                                | 400 m horden        | |                                                                          |                                          |
| Douwe Amels                                                                               | Hoogspringen        | kwalificatie | 2,22                                                                     | 20e                                      |
| Menno Vloon                                                                               | Polstokhoogspringen | kwalificatie | 5,70                                                                     | 16e                                      |
| Denzel Comenentia                                                                         | Kogelslingeren      | kwalificatie | 70,16                                                                    | 29e                                      |
| Rik Taam                                                                                  | Tienkamp            | 100 m verspringen kogelstoten hoogspringen 400 m 110 m horden discuswerpen polstokhoogspringen speerwerpen 1500 m totaal | SB 10,64 7,11 PB 14,89 1,84 PB 47,12 14,80 43,04 4,70 57,96 4.22,70 8098 | 9e 18e 11e 21e 4e 15e 13e 14e 13e 5e 13e |
| Nsikak Ekpo Taymir Burnet Hensley Paulina Raphael Bouju [Xavi Mo-ajok] [Churandy Martina] | 4 x 100 m           | series | DNF                                                                      | –                                        |
| Isayah Boers Terrence Agard Ramsey Angela Isaya Klein Ikkink Liemarvin Bonevacia (series) | 4 x 400 m           | series finale | 3.00,23 3.00,40                                                          | 8e 6e                                    |

Gemengd
| Atleet                                                                                | Onderdeel         | Ronde         | Prestatie      | Plaats |
| ------------------------------------------------------------------------------------- | ----------------- | ------------- | -------------- | ------ |
| Liemarvin Bonevacia Lieke Klaver Isaya Klein Ikkink Femke Bol Terrence Agard (series) | 4 x 400 m gemengd | series finale | SB 3.12,12 DNF | 4e –   |

## Medailleklassement
| Plaats | Land                         | Goud | Zilver | Brons | Totaal |
| 1      | Verenigde Staten (USA)       | 12   | 8      | 9     | 29     |
| 2      | Canada (CAN)                 | 4    | 2      | 0     | 6      |
| 3      | Spanje (ESP)                 | 4    | 1      | 0     | 5      |
| 4      | Jamaica (JAM)                | 3    | 5      | 4     | 12     |
| 5      | Kenia (KEN)                  | 3    | 3      | 4     | 10     |
| 6      | Ethiopië (ETH)               | 2    | 4      | 3     | 9      |
| 7      | Verenigd Koninkrijk (GBR)    | 2    | 3      | 5     | 10     |
| 8      | Nederland (NED)              | 2    | 1      | 2     | 5      |
| 9      | Noorwegen (NOR)              | 2    | 1      | 1     | 4      |
| 10     | Zweden (SWE)                 | 2    | 1      | 0     | 3      |
| 11     | Oeganda (UGA)                | 2    | 0      | 0     | 2      |
| 12     | Australië (AUS)              | 1    | 2      | 3     | 6      |
| 13     | Italië (ITA)                 | 1    | 2      | 1     | 4      |
| 14     | Oekraïne (UKR)               | 1    | 1      | 0     | 2      |
| 15     | Griekenland (GRE)            | 1    | 0      | 1     | 2      |
| 15     | Japan (JPN)                  | 1    | 0      | 1     | 2      |
| 15     | Marokko (MAR)                | 1    | 0      | 1     | 2      |
| 18     | Bahrein (BRN)                | 1    | 0      | 0     | 1      |
| 18     | Burkina Faso (BUR)           | 1    | 0      | 0     | 1      |
| 18     | Dominicaanse Republiek (DOM) | 1    | 0      | 0     | 1      |
| 18     | India (IND)                  | 1    | 0      | 0     | 1      |
| 18     | Servië (SRB)                 | 1    | 0      | 0     | 1      |
| 18     | Venezuela (VEN)              | 1    | 0      | 0     | 1      |
| 24     | Polen (POL)                  | 0    | 2      | 0     | 2      |
| 25     | Cuba (CUB)                   | 0    | 1      | 2     | 3      |
| 26     | Botswana (BOT)               | 0    | 1      | 1     | 2      |
| 27     | Britse Maagdeneilanden (IVB) | 0    | 1      | 0     | 1      |
| 27     | Colombia (COL)               | 0    | 1      | 0     | 1      |
| 27     | Ecuador (ECU)                | 0    | 1      | 0     | 1      |
| 27     | Frankrijk (FRA)              | 0    | 1      | 0     | 1      |
| 27     | Israël (ISR)                 | 0    | 1      | 0     | 1      |
| 27     | Filipijnen (PHI)             | 0    | 1      | 0     | 1      |
| 27     | Pakistan (PAK)               | 0    | 1      | 0     | 1      |
| 27     | Peru (PER)                   | 0    | 1      | 0     | 1      |
| 27     | Puerto Rico (PUR)            | 0    | 1      | 0     | 1      |
| 27     | Slovenië (SLO)               | 0    | 1      | 0     | 1      |
| 37     | China (CHN)                  | 0    | 0      | 2     | 1      |
| 37     | Tsjechië (CZE)               | 0    | 0      | 2     | 2      |
| 39     | Barbados (BAR)               | 0    | 0      | 1     | 1      |
| 39     | Brazilië (BRA)               | 0    | 0      | 1     | 1      |
| 39     | Finland (FIN)                | 0    | 0      | 1     | 1      |
| 39     | Grenada (GRN)                | 0    | 0      | 1     | 1      |
| 39     | Hongarije (HUN)              | 0    | 0      | 1     | 1      |
| 39     | Litouwen (LTU)               | 0    | 0      | 1     | 1      |
| 39     | Qatar (QAT)                  | 0    | 0      | 1     | 1      |
| 39     | Roemenië (ROU)               | 0    | 0      | 1     | 1      |
| Totaal | Totaal                       | 50   | 48     | 50    | 145    |

1983 · 
1987 · 
1991 · 
1993 · 
1995 · 
1997 · 
1999 · 
2001 · 
2003 · 
2005 · 
2007 · 
2009 · 
2011 · 
2013 · 
2015 · 
2017 · 
2019 · 
2022 · 
2023